# The Girlie Show World Tour
The Girlie Show World Tour – czwarta trasa koncertowa amerykańskiej piosenkarki Madonny. Tournee promowało album Erotica. Madonna w ramach koncertów odwiedziła Europę, Amerykę Północną i Południową, Azję oraz Australię. Na 39 koncertach Madonna zarobiła 70 mln dolarów.

## Support
- Gipsy Kings (Paryż)
- Yonca Evcimik i Kenan Doğulu (Stambuł)
- UNV (Stany Zjednoczone)
- Mario Pelchat (Montreal)
- Peter André (Australia)

## Lista utworów
1. "Erotica"
2. "Fever"
3. "Vogue"
4. "Rain" (elementy "Just My Imagination" i "Singin' in the Rain")
5. "Express Yourself"
6. "Deeper and Deeper" (elementy "In Takes Two")
7. "Why's It So Hard"
8. "In This Life"
9. "The Beast Within" (Dance Interlude)
10. "Like a Virgin" (elementy "Falling in Love Again")
11. "Bye Bye Baby"
12. "I'm Going Bananas"
13. "La Isla Bonita"
14. "Holiday" (elementy "Holiday for Calliope")
15. "Justify My Love"
16. "Everybody" (elementy "Everybody Is a Star", "Dance to the Music" i "After the Dance")

## Lista koncertów
| Mapa |
| --- |
| LondynParyżTel Awiw-JafaStambułTorontoNowy JorkFiladelfiaAuburn HillsMontrealBayamónBuenos AiresSão PauloRio de JaneiroMeksykSydneyBrisbaneMelbourneAdelaideFukuokaTokio Miasta, które objęła trasa, na mapie świata. |

| Europa               |                |                   |                                  |
| 25 września 1993     | Londyn         | Wielka Brytania   | Stadion Wembley                  |
| 26 września 1993     | Londyn         | Wielka Brytania   | Stadion Wembley                  |
| 28 września 1993     | Paryż          | Francja           | Palais Omnisports de Paris-Bercy |
| 29 września 1993     | Paryż          | Francja           | Palais Omnisports de Paris-Bercy |
| 1 października 1993  | Paryż          | Francja           | Palais Omnisports de Paris-Bercy |
| Azja                 |                |                   |                                  |
| 4 października 1993  | Tel Awiw       | Izrael            | Park ha-Jarkon                   |
| Europa               |                |                   |                                  |
| 7 października 1993  | Stambuł        | Turcja            | Stadion BJK Inonu                |
| Ameryka Północna     |                |                   |                                  |
| 11 października 1993 | Toronto        | Kanada            | SkyDome                          |
| 12 października 1993 | Toronto        | Kanada            | SkyDome                          |
| 14 października 1993 | Nowy Jork      | Stany Zjednoczone | Madison Square Garden            |
| 15 października 1993 | Nowy Jork      | Stany Zjednoczone | Madison Square Garden            |
| 17 października 1993 | Nowy Jork      | Stany Zjednoczone | Madison Square Garden            |
| 19 października 1993 | Filadelfia     | Stany Zjednoczone | Spectrum Arena                   |
| 21 października 1993 | Detroit        | Stany Zjednoczone | The Palace of Auburn Hills       |
| 23 października 1993 | Montreal       | Kanada            | Stadion Olimpijski               |
| 26 października 1993 | Bayamón        | Portoryko         | Stadion Juan Ramon Loubriel      |
| Ameryka Południowa   |                |                   |                                  |
| 30 października 1993 | Buenos Aires   | Argentyna         | Stadion River Plate              |
| 31 października 1993 | Buenos Aires   | Argentyna         | Stadion River Plate              |
| 3 listopada 1993     | São Paulo      | Brazylia          | Stadion Morumbi                  |
| 6 listopada 1993     | Rio de Janeiro | Brazylia          | Stadion Maracana                 |
| Ameryka Północna     |                |                   |                                  |
| 10 listopada 1993    | miasto Meksyk  | Meksyk            | Foro Sol                         |
| 12 listopada 1993    | miasto Meksyk  | Meksyk            | Foro Sol                         |
| 13 listopada 1993    | miasto Meksyk  | Meksyk            | Foro Sol                         |
| Australia            |                |                   |                                  |
| 19 listopada 1993    | Sydney         | Australia         | Sydney Cricket Ground            |
| 24 listopada 1993    | Brisbane       | Australia         | Stadion ANZ                      |
| 26 listopada 1993    | Melbourne      | Australia         | Melbourne Cricket Ground         |
| 27 listopada 1993    | Melbourne      | Australia         | Melbourne Cricket Ground         |
| 29 listopada 1993    | Melbourne      | Australia         | Melbourne Cricket Ground         |
| 1 grudnia 1993       | Adelaide       | Australia         | Stadion Oval                     |
| 3 grudnia 1993       | Sydney         | Australia         | Sydney Cricket Ground            |
| 4 grudnia 1993       | Sydney         | Australia         | Sydney Cricket Ground            |
| Azja                 |                |                   |                                  |
| 7 grudnia 1993       | Fukuoka        | Japonia           | Fukuoka Dome                     |
| 8 grudnia 1993       | Fukuoka        | Japonia           | Fukuoka Dome                     |
| 9 grudnia 1993       | Fukuoka        | Japonia           | Fukuoka Dome                     |
| 13 grudnia 1993      | Tokio          | Japonia           | Tokio Dome                       |
| 14 grudnia 1993      | Tokio          | Japonia           | Tokio Dome                       |
| 16 grudnia 1993      | Tokio          | Japonia           | Tokio Dome                       |
| 17 grudnia 1993      | Tokio          | Japonia           | Tokio Dome                       |
| 19 grudnia 1993      | Tokio          | Japonia           | Tokio Dome                       |

## Koncerty odwołane
| Data                | Miasto              | Kraj   | Obiekt    |
| ------------------- | ------------------- | ------ | --------- |
| 2 października 1993 | Frankfurt nad Menem | Niemcy | Hala Fest |

## Koncerty przełożone
|    | Data                 | Miasto       | Kraj      | Obiekt              |
| -- | -------------------- | ------------ | --------- | ------------------- |
| z  | 29 października 1993 | Buenos Aires | Argentyna | Stadion River Plate |
| na | 31 października 1993 | Buenos Aires | Argentyna | Stadion River Plate |

|    | Data              | Miasto | Kraj      | Obiekt                |
| -- | ----------------- | ------ | --------- | --------------------- |
| z  | 20 listopada 1993 | Sydney | Australia | Sydney Cricket Ground |
| na | 4 grudnia 1993    | Sydney | Australia | Sydney Cricket Ground |